# Praina t-nigrum
Praina t-nigrum är en fjärilsart som beskrevs av Achille Guenée 1852. Praina t-nigrum ingår i släktet Praina och familjen nattflyn. Inga underarter finns listade i Catalogue of Life.